# La Dame de pique (film, 1965)
Pour plus de détails, voir Fiche technique et Distribution.
La Dame de pique est un film français réalisé par Léonard Keigel et sorti en 1965. Le scénario est inspiré de la nouvelle éponyme d'Alexandre Pouchkine.

## Synopsis
La comtesse Anne Fédotovna est une joueuse compulsive et malchanceuse. Un mystérieux personnage lui révèle une martingale permettant de gagner à coup sûr, mais une seule fois et à condition de ne pas révéler le secret.

## Fiche technique
- Titre : La Dame de pique
- Réalisation : Léonard Keigel
- Scénario et dialogues : Julien Green et Éric Jourdain, d'après la nouvelle d'Alexandre Pouchkine
- Photographie : Alain Levent
- Musique : Franz Schubert
- Montage : Andrée Werlin
- Son : Jean Monchablon
- Décors : Donald Cardwell et Roger Harth
- Costumes : Donald Cardwell et Roger Harth
- Société de production : Paris Cité Productions
- Directeur de production : Jean-Roch Rognoni
- Pays d'origine :  France
- Format : Noir et blanc - Mono - 35 mm
- Durée : 91 minutes
- Date de sortie : France - 29 novembre 1965
- Affiche : Jean Mascii (France)

## Distribution
- Dita Parlo : la comtesse Anna Fédotovna
- Michel Subor : Hermann
- Jean Négroni : le comte de Saint-Germain
- Simone Bach : Lisa
- Philippe Lemaire : le duc d'Ayen
- André Charpak : le mari d'Anna
- Bernard Tiphaine : prince Tomski
- Patrick Legrand : le duc d'Orléans
- Colette Teissèdre